# 赤緯

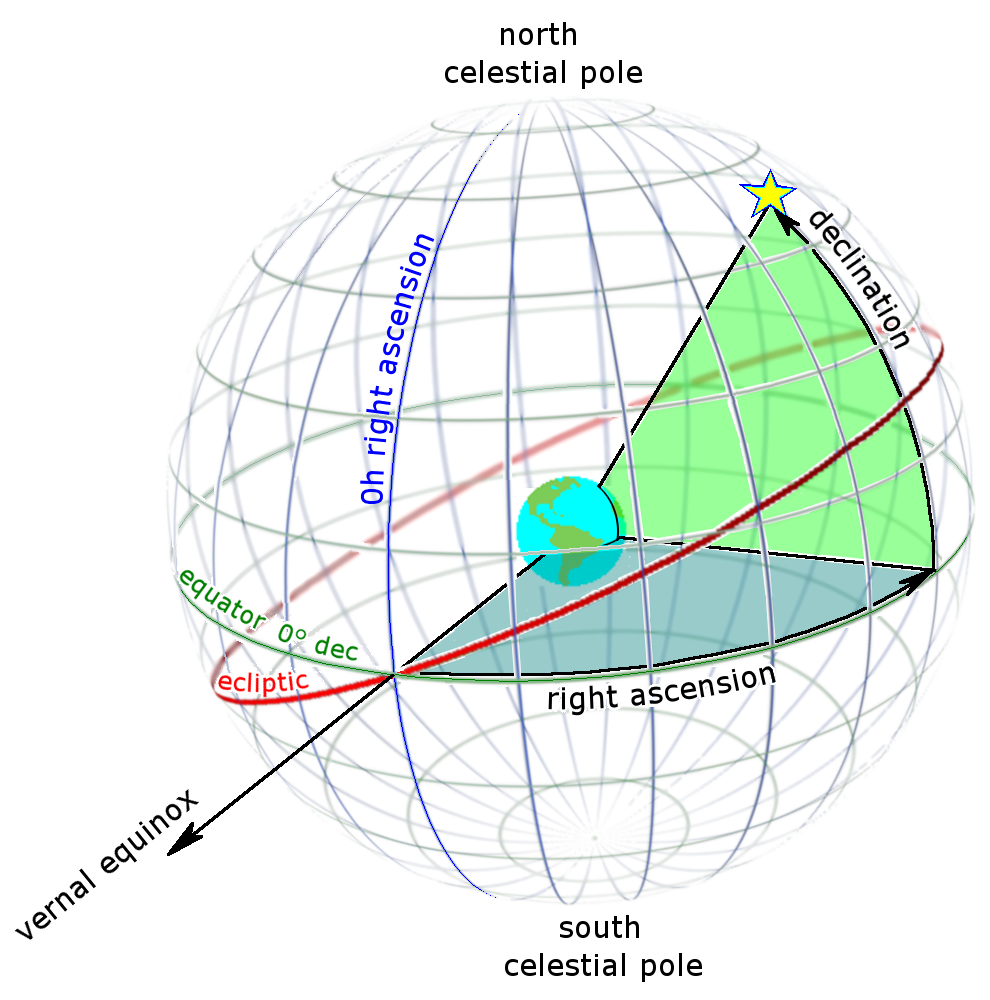
right ascension：赤経
declination：赤緯
vernal equinox：春分点

赤緯（せきい、英語: declination）は、天体の位置を表す値である。Dec、Decl、δと略して表記される。通常、赤経と合わせて使われる。

## 概要
まず、すべての恒星が張り付いている天球を考える。天球の存在は否定されたが、地球から天体の位置を表すための基準として現在も使われている。
太陽以外の恒星は天球に張り付いており動かないものとする。すると、この天球は、地球から見ると約23時間56分周期で回転しているように見える。
回転する際に、軸となる場所がある。この地点にある天体は全く動かない。この場所が天の北極と天の南極である。こぐま座にあるほうを天の北極、はちぶんぎ座にあるほうを天の南極と定める。天の北極の赤緯を+90°とし、天の南極の赤緯を-90°とする。北緯、南緯と書くと、緯度と間違う危険性があるため、ほとんど使われない。天の北極から天の南極のちょうど中間は天の赤道になる。これは、天球の大円である。天の赤道の赤緯は0°となる。